# Pecteilis cambodiana
Pecteilis cambodiana är en orkidéart som först beskrevs av François Gagnepain, och fick sitt nu gällande namn av Leonid Vladimirovitj Averjanov. Pecteilis cambodiana ingår i släktet Pecteilis och familjen orkidéer. Inga underarter finns listade i Catalogue of Life.